# 黒木大貴
黒木 大貴（くろぎ たいき、1994年1月18日 - ）は、日本のラグビー選手。

## プロフィール
- 宮崎県出身[1]。
- ポジションはスクラムハーフ(SH)。
- 身長 177cm、体重 84kg
- 春季ベストフィフティーンに選ばれたことがある[2]。
- FW顔負けのタックル、力強いランを得意とする。
- 宮崎を愛し、宮崎に愛された男。

## 略歴
2012年、日向高校卒業後、流通経済大学に入る。
2016年、流通経済大学卒業後、日野自動車レッドドルフィンズに加入。同年9月10日に行われたトップイーストリーグの栗田工業ウォーターガッシュ戦に先発出場で公式戦初出場を果たす。
2020年、日野レッドドルフィンズを退団した。